# Deutsch-ruandische Beziehungen
Die Deutsch-ruandischen Beziehungen sind gut und zwischen beiden Staaten besteht laut Angaben des Auswärtigen Amts ein „enges und pragmatisches“ Verhältnis. Im 21. Jahrhundert gehört Deutschland zu den wichtigsten Gebern von Entwicklungshilfe für Ruanda.

## Geschichte
Im Rahmen der kolonialen Aufteilung Afrikas durch die europäischen Mächte nahm das Deutsche Reich nach der Berliner Afrika-Konferenz die beiden Königreiche Ruanda und Urundi schrittweise in Besitz und gliederte sie etwa ab 1897 seinem „Schutzgebiet“ Deutsch-Ostafrika ein. Die deutsche Herrschaft erfolgte die meiste Zeit indirekt, mit der Oberherrschaft von lokalen, mit den Deutschen verbündeten Herrschern. 1907 gründete der deutsche Arzt und Forscher Richard Kandt die Stadt Kigali. Nach der deutschen Niederlage im Ersten Weltkrieg fiel das Gebiet Ruanda-Urundi an Belgien. Im Nachhinein wurde die deutsche Kolonialherrschaft in Ruanda oft nostalgisch verklärt und positiv der belgischen gegenübergestellt.
Während der Dekolonisation Afrikas entstanden aus Ruanda-Urundi 1962 die unabhängigen Staaten Ruanda und Burundi. Im Jahre 1963 nahmen Ruanda und die Bundesrepublik Deutschland (BRD) diplomatische Beziehungen auf und eine deutsche Botschaft in Kigali wurde errichtet. Nach dem Ende der Hallstein-Doktrin nahm Ruanda 1973 auch Beziehungen zur Deutschen Demokratischen Republik (DDR) auf. In den 1970er Jahren bildete die Bundeswehr ruandische Truppen aus und 1977 besuchte Präsident Juvenal Habyarimana die bundesdeutsche Hauptstadt Bonn.
1984 etablierten Ruanda und das deutsche Bundesland Rheinland-Pfalz eine Partnerschaft und 1991 wurde ein Kulturabkommen zwischen Deutschland und Ruanda geschlossen. Der Völkermord in Ruanda von 1994 führte zu einer intensiven Beschäftigung der deutschen Öffentlichkeit und Gesellschaft mit dem Land und zahlreiche Berichte über die Ereignisse wurden in den deutschsprachigen Medien veröffentlicht. Die Bundesregierung leistete humanitäre Hilfe, unternahm allerdings wie der Rest der internationalen Gemeinschaft keine konkreten Schritte, um die Massaker im Land zu beenden.
Nach der Machtübernahme von Paul Kagame in Ruanda wurden Deutschland und Ruanda zu engen Partnern in der Entwicklungskooperation und etablierten enge diplomatische Beziehungen, trotz der autokratischen Regierungsweise von Kagame und der ruandischen Beteiligung an bewaffneten Konflikten in Nachbarländern. 2012 stellte Deutschland seine Entwicklungshilfe kurzzeitig ein, nachdem die Unterstützung Ruandas für Rebellen im Ostkongo bewiesen wurde. Bald darauf nahm Deutschland als erstes Land wieder die Entwicklungskooperation mit Ruanda auf.
Anfang 2025 bestellte das Auswärtige Amt den ruandischen Botschafter in Berlin ein um die deutsche Besorgnis über die Entwicklung im erneut eskalierenden Kongolesisch-ruandischer Konflikt zum Ausdruck zu bringen. Zuvor wurden die Regierungskonsultationen zwischen dem Bundesministerium für wirtschaftliche Zusammenarbeit und Entwicklung und Ruanda ausgesetzt. Anfang März kündigte die Bundesregierung an, keine neuen entwicklungspolitischen Zusagen an Ruanda zu machen und dass die bilaterale Zusammenarbeit in Abstimmung mit internationalen Partnern weiter eingeschränkt werde. Zudem soll die bestehende Entwicklungszusammenarbeit mit der ruandischen Regierung überprüft und die Teilnahme an hochrangigen entwicklungspolitischen Veranstaltungen vorerst ausgesetzt werden.

## Wirtschaftlicher Austausch
Das Gesamtvolumen des Handels mit Ruanda belief sich im Jahr 2021 auf 94 Millionen Euro, womit Ruanda den 139. Platz in der Rangliste der deutschen Handelspartner belegt. Es sind zunehmend deutsche Unternehmen in Ruanda tätig. Im Jahre 2018 etablierte die Volkswagen AG ein Werk in Ruanda und kündigte Investitionen in Höhe von 16 Millionen Euro an. 2022 begann das Unternehmen Biontech mit dem Bau eines Produktionszentrums für die Herstellung von mRNA-Impfstoffen in Ruanda. Das Werk in Kigali wurde am 18. Dezember 2023 eingeweiht und damit als erstes in Afrika. Bundesaußenministerin Annalena Baerbock bezeichnete die Produktionsstätte in Kigali bei der Eröffnungszeremonie als „Meilenstein“. Am 27. August 2023 unterzeichnete der FC Bayern einen fünfjährigen Sponsorenvertrag mit Visit Rwanda.

## Entwicklungspartnerschaft
Die gemeinsame Entwicklungspartnerschaft hat die Schwerpunkte Frieden und gesellschaftlicher Zusammenhalt, Ausbildung und nachhaltiges Wachstum sowie Klima und Energie. Aufgrund der relativ gut funktionierenden staatlichen Strukturen konnten in Ruanda viele „Leuchtturmprojekte“ der Entwicklungszusammenarbeit verwirklicht werden und Ruanda gilt im Vergleich zu den Nachbarländern als Musterland für die Durchführung von erfolgreichen Entwicklungsprojekten. Als erste politische Stiftung eröffnete im Februar 2017 die Friedrich-Ebert-Stiftung ein Büro in Ruanda, um unter anderem mit zivilgesellschaftlichen Organisationen und Gewerkschaften zusammenzuarbeiten. Von 2020 bis 2022 lagen die deutschen Hilfszahlungen bei 90,55 Millionen Euro. Die Bundesregierung hat von 2022 bis 2024 weitere 93,60 Millionen Euro für Entwicklungsprojekte in Ruanda zugesagt. Hierbei soll das Land demokratische Werte vermittelt bekommen und die Zusammenarbeit im Bereich Klima vertieft werden. Außerdem wurde 2019 ein Digitalisierungszentrum zur Digitalisierung der öffentlichen Verwaltung durch Deutschland bereitgestellt. Bis 2020 konnten 40 Prozent der öffentlichen Verwaltung digitalisiert werden. Bis zum Jahr 2035 sollen alle öffentlichen Dienstleistungen so mit deutscher Unterstützung bereitgestellt werden. Außerdem wurde die Versendung von Medikamente mit Drohnen erprobt.
Nach einer Offensive der militanten Bewegung 23. März (M23) im Osten der Demokratischen Republik Kongo in deren Folge diese mehrere Städte und im Januar 2025 die Millionenstadt Goma einnahm, sagte das deutsche Bundesministerium für wirtschaftliche Zusammenarbeit und Entwicklung (BMZ) für Mitte Februar geplante Regierungskonsultationen mit Ruanda ab und begann Beratungen über die Fortsetzung laufender Programme. Nach UN-Angaben unterstützt Ruanda die M23 im Nachbarland militärisch.

## Partnerschaft Ruandas mit Rheinland-Pfalz
Seit dem Jahre 1982 führen Ruanda und das Bundesland Rheinland-Pfalz eine Partnerschaft, bei der Rheinland-Pfalz seine internationalen entwicklungspolitischen Bemühungen größtenteils auf das afrikanische Land konzentriert. Zur Unterstützung der Partnerschaft dient der Verein Partnerschaft Rheinland-Pfalz-Ruanda mit Sitz in Mainz und Koordinierungsbüro in Kigali. Enge Beziehungen bestehen besonders auf der Ebene von Kommunen und dem Bildungswesen, mit über 250 Schulpartnerschaften. Außerdem beteiligen sich Kirchen, Universitäten und Fachhochschulen, Verbände, Unternehmen und gesellschaftliche Gruppen wie Sportvereine und Bildungseinrichtungen an der Partnerschaft. Es bestehen zudem Kontakte auf der politischen Ebene, die z. B. in Treffen zwischen dem ruandischen Präsidenten und dem rheinland-pfälzischen Ministerpräsidenten zum Ausdruck kommen.

## Kulturbeziehungen

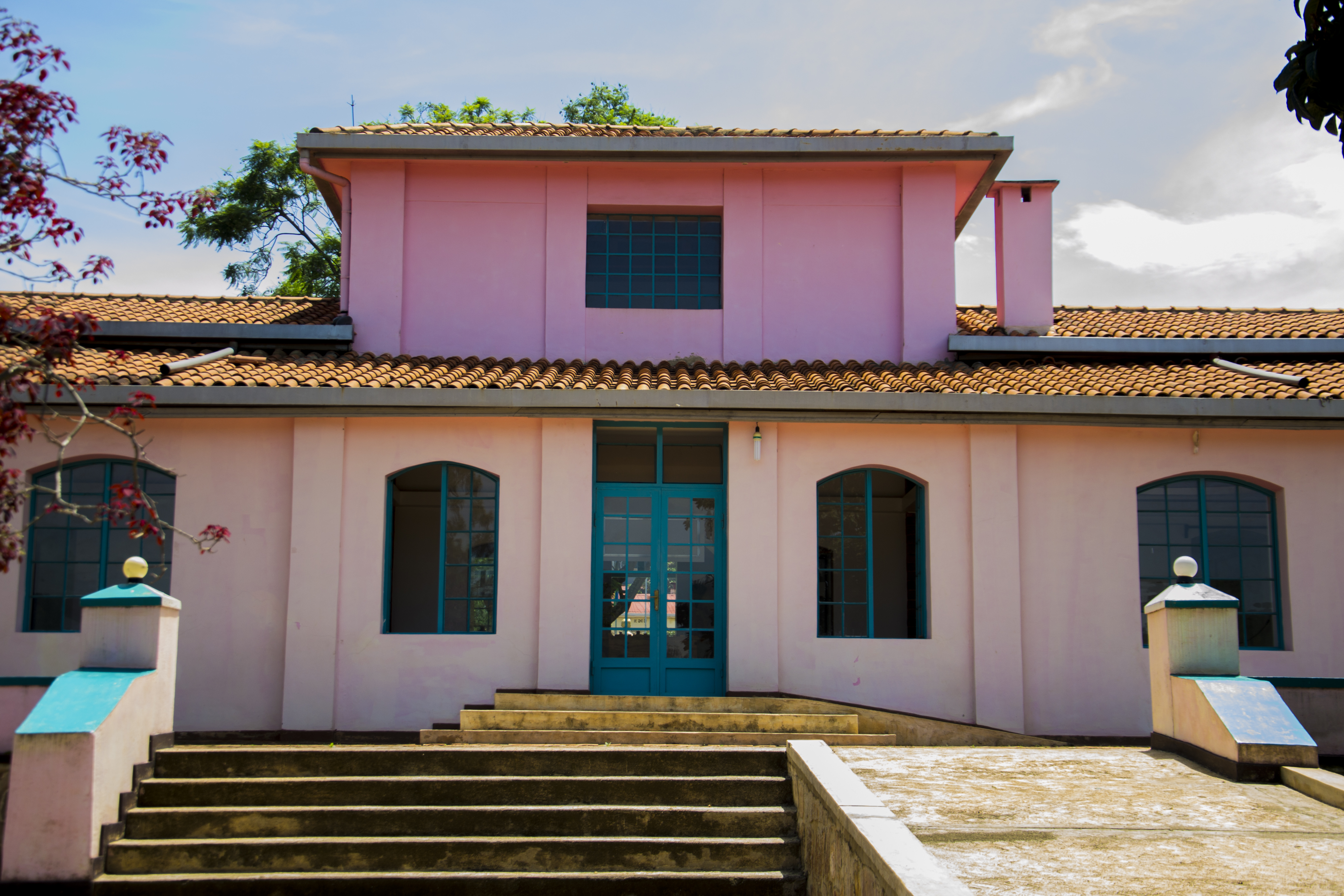
Das Kandt-Haus-Museum in Kigali enthält eine Ausstellung über Richard Kandt und die deutsche Kolonialzeit.

Seit 2009 besteht ein Goethe-Institut in Ruanda, welches 2014 zu einem eigenen Büro ausgebaut wurde und die deutsche Sprache und Kultur im Land fördert. Der Deutsche Akademische Austauschdienst ist seit 2016 im Land aktiv und fördert den Austausch auf der universitären Ebene. Enge zivilgesellschaftliche Beziehungen bestehen besonders mit dem Bundesland Rheinland-Pfalz. In Kigali besteht das Kandt-Haus-Museum, welches 2017 renoviert wurde und eine Ausstellung über die deutsche Kolonialzeit enthält.

## Diplomatische Standorte
- Deutschland hat eine Botschaft in Kigali.[21]
- Ruanda hat eine Botschaft in Berlin.[22]